# Crkva Blažene Djevice Marije Kraljice mira (Granešinski Novaki)
Župna crkva Blažene Djevice Marije Kraljice mira, katolička je župna crkva u Granešinskim Novakima, u zagrebačkoj Gornjoj Dubravi. Ujedno služi i kao grobljanska crkva Miroševca. Građena je od 2002. do 2004. godine. U rujnu 2004. godine posvetio ju je zagrebački nadbiskup kardinal Josip Bozanić. U mramorni oltar ugrađene su moći Alojzija Stepinca.

## Povijest i arhitektura
Crkva je izgrađena prema nacrtima arhitekta Aleksandra Bašića. Kamen temeljac za njenu izgradnju položen je 22. lipnja 2002. godine. Jednobrodna  crkva ima nepravilan tlocrt, a čine ju pročelni zvonik (28,6 m), predvorje, pjevalište, sakristija i bogoslužna dvorana (visoka 13,8 m u najvišoj točki, a 7 metara u najnižoj).
Na začelnom zidu crkve nalazi se brončani kip župne zaštitnice s djetetom Isusom, rad kipara Josipa Poljana. U svetištu se uz oltar nalazi svetohranište s brončanim vratima koje je rad kipara M. Ivekovića, mramorni ambon, krstionica, 13 stolica te vitraj iznad Marijina kipa u obliku njenoga monograma.
Vitraji na bočnim stranama i u pokrajnjoj kapelici Božjega groba djelo su umjetnika Ivice Šiška. Slike Križnog puta koje se nalaze na zidovima crkve, rad su slikara Charlesa Billicha.

## Galerija
- Pogled na oltar i svetohranište
- Brončani kip župne zaštitnice
- Vitraj
- Unutrašnjost crkve
- Pogled na crkvu s trga ispred crkve

## Vanjske poveznice
- Crkva Blažene Djevice Marije Kraljice mira gcatholic.org

1. ↑  Zagrebačka nadbiskupija - Župe. www.zg-nadbiskupija.hr. Pristupljeno 8. travnja 2025.
2. 1 2 3 4  Galić, Zdenko. 1. lipnja 2017. ŽUPNA CRKVA U SLUŽBI MIROŠEVEČKOGA GROBLJA Crkva 21. stoljeća. Glas Koncila. Pristupljeno 8. travnja 2025.